# Тадеуш Філіпович
Тадеуш Юстин Філіпович (пол. Tadeusz Justyn Filipowicz; 26 вересня 1887, Теребовля — квітень 1940, Харків) — польський офіцер, полковник артилерії.

## Біографія
Син Антонія Філіповича та Юстини, уродженої Дерповської. Він був старшим братом полковника артилерії Павела Пйотра Філіповича, також убитого в 1940 році у Харкові, та бригадного генерала Юліана Філіповича, командира Волинської кавалерійської бригади під час Польської кампанії.
Тадеуш навчався в Сільськогосподарській академії в Дублянах. З 1914 по 1918 рік він воював у лавах Австро-Угорської армії. 1 листопада 1916 року йому було присвоєно звання лейтенанта в Корпусі запасних офіцерів артилерії. У 1918 році його батьківським підрозділом був 30-й важкий польовий артилерійський полк. У 1918 році він добровольцем пішов до Польської армії, брав участь в обороні Львова, а потім був призначений до 5-го польової артилерійського полку, з яким воював у польсько-радянській війні.
Після війни він залишився в армії, 1 червня 1919 року йому було присвоєно звання підполковника зі старшинством, а в 1921 році був звільнений у запас. Він отримав диплом інженера сільськогосподарського фаху у Львівському політехнічному університеті.
У 1920-х і 1930-х роках він жив у селі Довгомостиська зі своєю дружиною Геленою Гашлакевич.
Після вторгнення радянських військ до Польщі його за невідомих обставин захопили радянські війська. Філіповича утримували в таборі в Старобільську. Навесні 1940 року його вбили співробітники НКВС у Харкові та таємно поховали в безіменній братській могилі в П'ятихатках, де з 17 червня 2000 року офіційно розміщується Харківський Меморіал жертв тоталітаризму. Він занесений до Старобільського списку НКВС, пункт 3486.

## Нагороди
- Бронзова медаль «За військові заслуги» (Австро-Угорщина)
- Срібна медаль «За хоробрість» (Австро-Угорщина) 1-го класу
- Військовий хрест Карла
- Хрест Оборони Львова
- Virtuti Militari, срібний хрест (№1013; 1921)
- Орден Відродження Польщі, офіцерський хрест (2 травня 1922)
- Хрест Хоробрих — нагороджений двічі.
- Хрест Незалежності
- Пам'ятна медаль учаснику війни 1918-1921 років
- Медаль «Десятиліття здобутої незалежності»

## Вшанування пам'яті
5 жовтня 2007 року Міністр національної оборони Александер Щиґло посмертно підвищив його до полковника. Про підвищення було оголошено 9 листопада 2007 року у Варшаві під час церемонії «Пам’ятаємо Катинь — вшануймо пам’ять Героїв».